# 芽庄湖
芽庄湖位于山东省邹平县青阳镇与章丘市边境，章丘市漯河水注入，湖区面积4.8平方公里。
1953年至1954年建成芽庄湖滞洪区，围堤长10.6公里，其中章丘县境内4.9公里，堤顶高程20.3米，堤顶宽3米，滞洪区面积5.4平方公里。湖区一般水深1.9米左右。蓄水位19.73米时，相应蓄水量1500万立方米。在芽庄湖东面建有浒山闸，通杏花河，共12孔，砌石结构，泄水量100立方米/秒。1998年以来青阳镇政府开始对芽庄湖进行开发。共计设资800余万元，动用土方400余万方，形成了台面7000亩，水面5000亩“一台一塘、上种下养”为格局的邹平县生态示范园。